# Brossay
Brossay település Franciaországban, Maine-et-Loire megyében. Lakosainak száma 348 fő (2022. január 1.). Brossay Cizay-la-Madeleine, Vaudelnay és Doué-en-Anjou községekkel határos.

## Népesség
A település népességének változása:
| Lakosok száma | 289  | 280  | 300  | 290  | 362  | 370  | 364  | 350  | 347  | 348  |
|               | 1968 | 1982 | 1990 | 2006 | 2013 | 2015 | 2017 | 2019 | 2020 | 2022 |